# Rezerwat przyrody Stary Przylep
Rezerwat przyrody „Stary Przylep” – rezerwat stepowy w województwie zachodniopomorskim, w powiecie pyrzyckim, w gminie Warnice. Jest usytuowany 1 km na południe od Starego Przylepu, 5,8 km na wschód-południowy wschód od ujścia Płoni do Miedwia, 8,5 km na północny wschód od Pyrzyc, przy drodze Obryta – Lubiatowo.
Rezerwat został utworzony zarządzeniem Ministra Leśnictwa i Przemysłu Drzewnego z dnia 21 maja 1974 r. w sprawie uznania za rezerwat przyrody. Zajmuje powierzchnię 2,10 ha (akt powołujący podawał 2,13 ha).
Celem ochrony jest zachowanie reliktowych i unikatowych na Pomorzu upraw muraw kserotermicznych (Potentillo arenariae-Stipetum capillatae, Adonido-Brachypodietum pinnati), a także ochrona występujących w rezerwacie chronionych i rzadkich gatunków roślin i grzybów. Rosną tu m.in.: ostnica włosowata (Stipa capillata), wężymord stepowy (Scorzonera purpurea), ostrołódka kosmata (Oxytropis pilosa) i traganek duński (Astragalus danicus).
Obszar rezerwatu objęty jest ochroną czynną.
Rezerwat jest położony w granicach dwóch obszarów sieci Natura 2000: obszaru specjalnej ochrony ptaków  „Jezioro Miedwie i Okolice” (PLB 320005) oraz specjalnego obszaru ochrony siedlisk „Dolina Płoni i Jezioro Miedwie” (PLH320006).